# 韩树青
韩树青，中华人民共和国政治人物、全国脱贫攻坚先进个人。

## 生平
韩树青任中国国家铁路集团有限公司发展和改革部专员。因在脱贫攻坚战中作出突出贡献，2021年2月25日全国脱贫攻坚总结表彰大会上，韩树青被授予“全国脱贫攻坚先进个人”。